# Albert von Breitenbauch

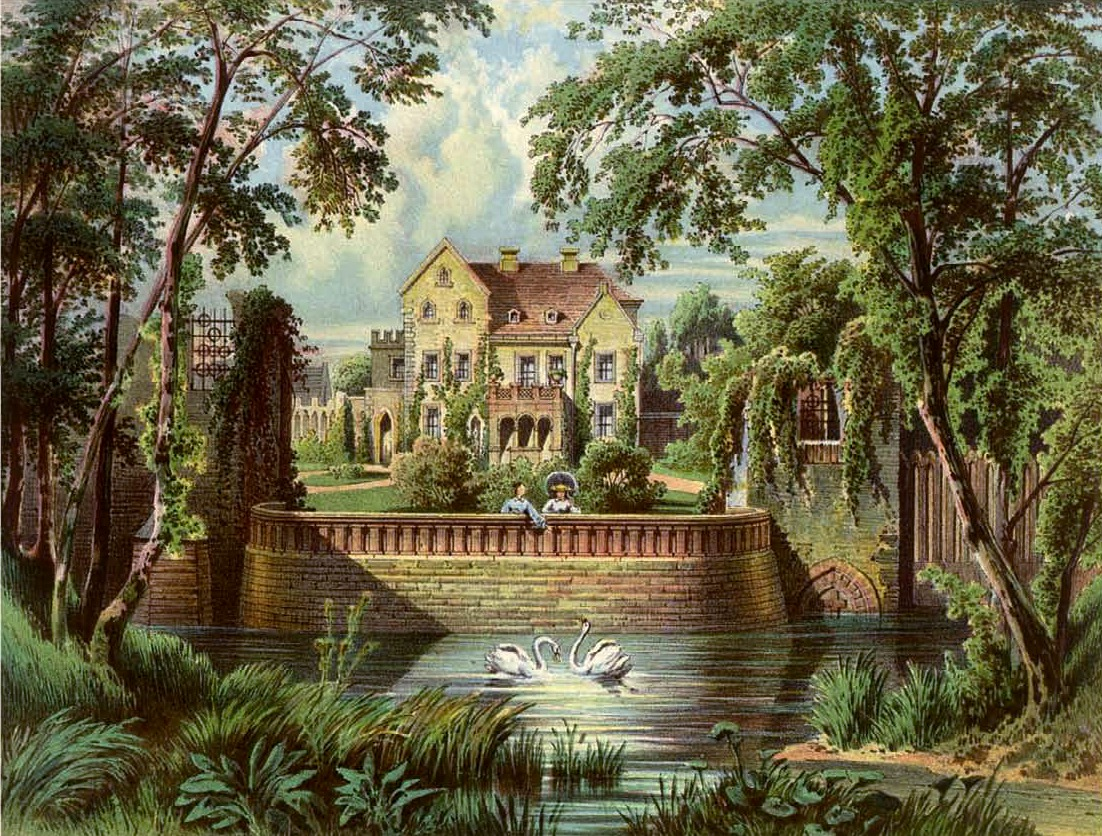
Rittergut Petzkendorf um 1860, Sammlung Alexander Duncker

Friedrich Ludwig Paul Albert Melchior von Breitenbauch (* 18. August 1776 in Minden; † 24. April 1852 auf Schloss Brandenstein) war königlich-preußischer Landrat des Kreises Ziegenrück und Besitzer der Rittergüter Ranis, Brandenstein und Petzkendorf.
Albert von Breitenbauch stammte aus dem thüringischen Uradelsgeschlecht von Breitenbauch, war der Sohn von Franz Traugott Friedrich Wilhelm von Breitenbauch und zweimal verheiratet. Er studierte an der Universität Halle Kameralwissenschaft. 1796 schloss er sich dort dem Corps Guestphalia an.
Als Landrat war er 1816 ernannt worden. Er trat aber dieses Amt de facto nicht an, sondern verzichtete 1817 zu Gunsten von Georg Ludwig von Breitenbauch aus der Linie Burg Ranis auf dieses Amt.